# Schmitt-Trigger
Der Schmitt-Trigger, benannt nach seinem Erfinder Otto Schmitt, der diesen 1934 noch als Student erfunden hat, ist eine elektronische Komparator-Schaltung, bei der die Ein- bzw. Ausschaltschwellen nicht zusammenfallen, sondern um eine bestimmte Spannung, die Schalthysterese, gegeneinander versetzt sind. Der Schmitt-Trigger stellt im erweiterten Begriff eine Kippstufe dar.

Schaltsymbol für Schmitt-Trigger.

Schaltsymbole für einen
invertierten Schmitt-Trigger.

Verwendet wird ein Schmitt-Trigger zur Erzeugung binärer Signale mit steilen Signalflanken oder um eindeutige Schaltzustände aus einem analogen, mit Störeinkopplungen belasteten Eingangssignalverlauf zu gewinnen. Weitere Anwendungsbeispiele sind (in Verbindung mit einem RC-Glied) das Entprellen von Schaltern oder die Schwingungserzeugung (Kippschwinger).

## Funktion

Ausgangssignal eines Komparators (A) im Vergleich zum Ausgangssignal eines Schmitt-Triggers (B).

Der Schmitt-Trigger arbeitet ähnlich einem analogen Komparator, vergleicht aber zwischen einer Eingangsspannung und einer von zwei möglichen Schwellspannungen. Dadurch wird er zum Schwellenwertschalter: Bei Überschreiten der oberen Schwellspannung nimmt der Ausgang bei der nicht invertierenden Ausführung die maximal mögliche Ausgangsspannung (HIGH) an; als Binärzahl wird sie bei Positiver Logik mit 1 kodiert, bei Negativer Logik mit 0. Bei Unterschreiten der unteren Schwellspannung nimmt der Ausgang die minimal mögliche Ausgangsspannung (LOW) an. Ausgangsspannungen zwischen dem maximalen und dem minimalen Wert kommen im statischen Betrieb nicht vor.
Umgekehrt beim invertierenden Schmitt-Trigger: Überschreitet die Eingangsspannung die obere Schaltschwelle des Schmitt-Triggers, so kippt seine Ausgangsspannung vom maximalen Spannungswert auf den minimalen Spannungswert (LOW). Unterschreitet die Eingangsspannung anschließend die untere Schaltschwelle, so kippt die Ausgangsspannung zurück auf die maximale Ausgangsspannung (HIGH).
Die zwei Schaltschwellen liegen um eine Spannungsdifferenz auseinander, die Hysterese genannt wird. Bei einer Eingangsspannung zwischen den Schwellspannungen liegt die Ausgangsspannung auf HIGH oder LOW je nach der Vorgeschichte. Realisiert werden die zwei Schaltschwellen durch Rückwirkung (Mitkopplung) der binären Ausgangsspannung auf die eine Referenzspannung, wie sie vom Komparator bekannt ist. Die Hysterese lässt sich bei diskret aufgebauten Versionen eines Schmitt-Triggers durch Widerstände im Aufbau festlegen. Sie kann dann von wenigen Millivolt bis über den Wert der Versorgungsspannung hinaus reichen. Bei Schmitt-Triggern, die als integrierter Schaltkreis ausgeführt sind, ist eine Veränderung dieser Schaltschwellen meist nicht möglich.

## Invertierender Schmitt-Trigger

### Bipolar

Schaltbild eines invertierenden Schmitt-Triggers mit U_{e} als Eingangsspannung und U_{r} als Referenzwert.

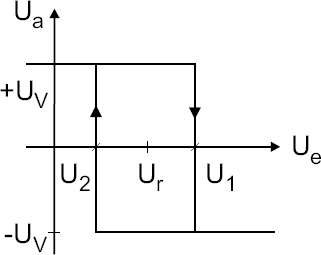
Kennlinie eines invertierenden Schmitt-Triggers.

Operationsverstärker und Komparatoren werden vielfach mit zwei Versorgungsspannungen unterschiedlichen Vorzeichens aber gleichen Betrags Uv betrieben. Die Ausgangsspannung
wird hier ebenfalls mit Uv angenommen. Bei realen Operationsverstärkern sollten jedoch die Grenzen der Aussteuerbarkeit des Ausgangs zur Berechnung von Größen eingesetzt werden, die in vielen Standardtypen um 1,3…2 V unterhalb der Versorgungsspannung liegen.
Das nebenstehende Schaltbild stellt einen mit einem Operationsverstärker aufgebauten invertierenden Schmitt-Trigger mit einstellbarer Referenzspannung in Form der Spannung Ur dar. In Schaltungen wird meist nur der Eingang, hier mit Ue gekennzeichnet, und der Ausgang mit Ua eingezeichnet. Die Mitkopplung wird dadurch erreicht, dass ein Teil der Ausgangsspannung über das Widerstandsnetzwerk zurück an den positiven (nicht-invertierenden) Eingang des Operationsverstärkers gelangt.
Die genauen Schaltschwellen U1 und U2 für das Ein- bzw. Ausschalten weichen von der von außen vorgegebenen Schwellspannung Ur aufgrund der Hysterese ab und lassen sich über folgende Gleichungen bestimmen:
{\displaystyle U_{1}=U_{r}+{R_{2} \over {R_{1}+R_{2}}}\cdot (+U_{v}-U_{r})={{R_{1}\cdot U_{r}+R_{2}\cdot U_{v}} \over {R_{1}+R_{2}}}}
{\displaystyle U_{2}=U_{r}+{R_{2} \over {R_{1}+R_{2}}}\cdot (-U_{v}-U_{r})={{R_{1}\cdot U_{r}-R_{2}\cdot U_{v}} \over {R_{1}+R_{2}}}}
Die nebenstehende Kennlinie eines invertierenden Schmitt-Triggers, dargestellt in der Eingangs- zu Ausgangsspannungs-Ebene, verdeutlicht die unterschiedlichen Schwellspannungen.

### Monopolar
Es ist auch möglich, einen Operationsverstärker als Schmitt-Trigger asymmetrisch mit nur einer Versorgungsspannung gegen Masse zu betreiben. In diesem Fall schaltet der Ausgang zwischen 0 V (LOW-Pegel) und Uv (HIGH-Pegel). Die Referenzspannung Ur wird dann meist gleich der halben Versorgungsspannung Uv gewählt.
Sind statt der Referenzspannung Ur beide Schaltschwellen U1 und U2 gegeben, so ist unabhängig von den Widerständen R1 und R2 zunächst die Referenzspannung Ur folgendermaßen zu wählen:
{\displaystyle U_{r}=U_{v}\cdot {{U_{1}+U_{2}} \over {2U_{v}+U_{2}-U_{1}}}}
R2 kann frei gewählt werden und R1 ergibt sich dann daraus:
{\displaystyle R_{1}={{U_{v}-U_{1}} \over {U_{1}-U_{r}}}\cdot R_{2}}
Ferner gibt es Schmitt-Trigger in verschiedenen Logikgatter-Familien, bei denen die Schwellspannungen fest eingebaut sind. Beispielsweise für Typ 7414 liegen sie laut Datenblatt mit Uv = 5 V typisch bei 0,9 und 1,6 V, also mit einem „Tot-Band“ von typisch 0,8 V (mindestens 0,4 V).

## Nicht-invertierender Schmitt-Trigger

Schaltbild eines nicht invertierenden Schmitt-Triggers

Nebenstehend ist die Schaltung eines nicht-invertierenden Schmitt-Triggers dargestellt. Das Verhalten der Ausgangsspannung ist im Vergleich zu obiger Schaltung genau invers. Der Eingangswiderstand der Beispiel-Schaltung ist wesentlich kleiner als bei der invertierenden Schmitt-Trigger-Schaltung und entspricht dynamisch dem Widerstand R1+R2. Aufgrund der Umschaltung liegt eine Rückwirkung auf den Eingang vor. Daher wird diese Schaltung selten angewandt – die Invertierung der Ausgangsspannung kann auch durch einen nachgeschalteten Inverter vorgenommen werden und vermeidet dann den Nachteil des geringen Eingangswiderstandes des nicht-invertierenden Schmitt-Triggers.
Bei der angegebenen Schaltung kann die Schwellspannung fix auf 0 V geschaltet werden, indem der negative Eingang des Operationsverstärkers auf 0 V (Masse) gelegt wird. In digitalen Schaltungen legt man die Mitte zwischen den Schaltschwellen auf die halbe Versorgungsspannung (2,5 V bei 5 V Versorgungsspannung) oder mitten in den „verbotenen Bereich“ der Logikpegel (ca. 1,4 V).

## Präzisions-Schmitt-Trigger
Mit einem Präzisions-Schmitt-Trigger ist es im Gegensatz zu den bisher dargestellten mitgekoppelten Schaltungen möglich, die Schaltschwellen unabhängig voneinander genau einzustellen. Er kann aus zwei Komparatoren und einem nachgeschalteten RS-Flipflop aufgebaut werden. Die Schaltschwellen können beispielsweise mit Hilfe von Spannungsteilern eingestellt werden. Der eine Komparator vergleicht die Eingangsspannung mit der oberen Schaltschwelle und schaltet das Flipflop beim Überschreiten dieser Schwelle in den Gesetzt-Zustand; der andere Komparator vergleicht die Eingangsspannung mit der unteren Schaltschwelle und setzt das Flipflop beim Unterschreiten dieser Schwelle zurück. Zum Aufbau eines Präzisions-Schmitt-Triggers eignet sich beispielsweise der integrierte Baustein NE521, der zwei Komparatoren und zusätzlich zwei NAND-Gatter enthält, die sich zu einem Flipflop verschalten lassen. Auch der NE555 hat einen eingebauten Präzisions-Schmitt-Trigger und kann ohne externe Kondensatoren als solcher verwendet werden.

## Diskreter Schaltungsaufbau
Ein Schmitt-Trigger kann auch als diskrete Schaltung mit MOSFETs bzw. bipolaren Transistoren realisiert werden. In den nachfolgenden Abbildungen sind dafür Schaltungsbeispiele angegeben.
|  |  |

Die vier übereinander angeordneten MOS-Transistoren im linken Schaltbild realisieren einen gewöhnlichen Inverter. Man kann sich die jeweils gleichen Transistoren als einen Transistor mit Mittelanzapfung der Gate-Source-Strecke vorstellen. Die beiden rechten Transistoren, geschaltet vom Ausgangssignal, verändern durch „Bahnverkürzung“ der Gate-Source-Strecke die Schaltschwelle UGS, so dass sich das gewünschte Verhalten ergibt. Die Einstellung der Schaltschwellen erfolgt konstruktiv durch die Dimensionierung der beteiligten MOS-Transistorstrukturen.
Das rechte Schaltbild ähnelt einem zweistufigen, direkt gekoppelten, insgesamt nichtinvertierenden Analogverstärker. Der Unterschied ist der gemeinsame Emitterwiderstand RE. Dieser realisiert die Mitkopplung und damit das gewünschte Schmitt-Trigger-Verhalten. Die Einstellung der Schaltschwellen erfolgt durch die Dimensionierung der Widerstände.

## Anwendung
Werden digitale Signale über lange Kabelstrecken übertragen, werden die Signalflanken bei Fehlanpassung wegen der Tiefpasscharakteristik und auch bei korrekter Anpassung aufgrund der Dispersion verschliffen.
Ein Schmitt-Trigger erzeugt für nachfolgende Schaltungsteile wieder steile Signalflanken und eindeutige Signalpegel.
Aus einem invertierenden Schmitt-Trigger, einem Widerstand als Rückführung und einem Kondensator parallel zum Eingang (RC-Glied) lässt sich ein einfacher Oszillator aufbauen (Relaxationsoszillator), der bei genügend schnellen Halbleiterelementen bis in den UKW-Frequenzbereich hinein Schwingungen erzeugen kann.
Schmitt-Trigger mit vorgeschaltetem Tiefpass (RC-Glied) lassen sich zum Entprellen von Tasten und anderen Kontakten einsetzen. Die Zeitkonstante des RC-Gliedes muss dabei größer sein als die maximale Prellzeit (meist einige Millisekunden). Entprellung ist erforderlich, wenn eine Digitalschaltung mittels einer mechanischen Taste bei jedem Tastendruck einen Befehl ausführen soll. Ist die Taste nicht entprellt, werden bei Tastendruck mehrere Befehle ausgeführt, da der logische Pegel im Schaltmoment noch mehrmals wechselt. Entprellung ist statt mit Hardware auch mit Software möglich.